# Gobiosoma bosc
Gobiosoma bosc är en fiskart som först beskrevs av Lacepède, 1800.  Gobiosoma bosc ingår i släktet Gobiosoma och familjen smörbultsfiskar. Inga underarter finns listade i Catalogue of Life.